# Psychotria contracta
Psychotria contracta är en måreväxtart som beskrevs av Johannes Müller Argoviensis. Psychotria contracta ingår i släktet Psychotria och familjen måreväxter. Inga underarter finns listade i Catalogue of Life.